# Progressão musical
Na música, a Progressão musical, ou Marcha musical, é a repetição imediata, em diferentes níveis de altura, de uma determinada passagem melódica ou harmônica, denominados progressão melódica e, progressão harmônica respectivamente. O primeiro motivo é chamado de modelo. Cada um dos outros motivos que imitam o modelo é chamado de reprodução.

## Tipos de Progressões
As progressões podem ser classificadas como:
- Ascendentes: se a primeira nota da reprodução for de grau superior à primeira nota do modelo;
- Descendentes: se a primeira nota da reprodução for de grau inferior à primeira nota do modelo;
- Modulantes: se lhes são aplicadas alterações fora da escala, que provoquem modulação;

- Não-modulantes: se não lhes são aplicadas alterações fora da escala;

- Regulares: Se as reproduções iniciam sempre em graus imediatos (ex. dó-ré-mi/ré-mi-fá/mi-fá-sol)
- Irregulares: Se as reproduções iniciam em graus não imediatos (ex. dó-fá-mi-ré/fá-si-lá-sol)

Pelo menos uma repetição é necessária, para que se configure uma progressão e o modelo deve ser baseado em algumas notas melódicas ou dois acordes sucessivos.
Embora sejam, estereotipicamente, associadas à música barroca, este recurso de composição é empregado largamente em toda a história da música ocidental.

### Progressão harmônica
Há uma diferença entre um acorde maior e um menor. Os acordes maiores são compostos de uma terça maior acrescido de uma quinta justa,exemplo: dó-mi-sol, e o acorde menor é composto por uma terça menor e uma quinta justa, exemplo: lá-dó-mi.
Pegue-se uma sequência de acordes qualquer de uma música, como por exemplo o padrão I, IV, V (C F G C). Isto é uma progressão de acordes. Se essa sequência for tocada várias vezes consecutivas, experimentando diferentes ritmos e batidas, será possível observar que todos os acordes se encaixam perfeitamente.
Há um apelo entre os acordes, um acorde criando uma tensão maior ou menor. Este "apelo" é comumente denominado de tensão, ou seja, certos acordes conduzem a uma tensão crescente, acumulando tensão. Quando se volta à Tônica (acorde de C, no exemplo) esta tensão é liberada. Ouvindo algumas músicas é possível perceber essa tensão se acumulando em determinados trechos, até atingir um clímax (com certa frequência a parte mais alta), para ser em seguida liberada. Esta progressão tomada como exemplo, que é uma das mais comuns nos dias atuais, é denominada de progressão I IV V, (aquela citada no exemplo acima) e tem justamente estas características de acúmulo de tensão e posterior liberação.
Ela é denominada I IV V porque é composta dos acordes nos graus I, IV e V de uma escala musical, neste caso a de C. Veja abaixo:
C I 
D II 
E III 
F IV
G V
A VI 
B VII 
C VIII  
Na escala de D, por exemplo, ela teria a seguinte formação: D G A D.
Uma outra progressão bastante comum é a I III IV. Que na escala de C resultaria em C Em F. Na escala de E a progressão seria E G#m A. Experimente com esta progressão em diferentes escalas e com diferentes batidas.
A progressão de blues também é algo muito importante e deve ser estudada. Um grande número de canções baseia-se em progressões típicas e relativamente fáceis de serem aprendidas, pelas quais é possível "tirar" músicas e "levar" outras sem conhecer sua composição. As progressões constituem-se apenas numa base que permite inúmeras variações, e não em regras fixas. Os grandes músicos são justamente aqueles que, de certa forma, desrespeitam essas progressões, sem quebrar a harmonia do conjunto musical, ou seja, a tensão é acumulada e quebrada por meio de uma progressão não convencional de acordes utilizando-se da criatividade.

## Exemplos
Um famoso exemplo popular de uma progressão descendente e não modulante é encontrada no refrão do cântico de Natal "Angels we have heard on high" (Les anges dans nos compagnes, originalmente)(em português: Surgem anjos proclamando), conforme exemplo abaixo. O motivo melódico de um compasso é transposto para baixo num intervalo de 2ª
e o aspecto harmônico se comporta igualmente, conforme o ciclo de quintas.
A progressão ascendente, modulante ocorre no dueto de Abubeker e Fátima no 3º ato da ópera Prisioneiro do Cáucaso de César Cui
(compare com a passagem similar da canção Dó-ré-mi (Dó, um dia, um lindo dia) de Richard Rodgers e Oscar Hammerstein, composta quase 100 anos depois).

O coro(5) "For unto us a Child is born" (Pois um menino nos nasceu, na versão portuguesa) de "O Messias" de Händel aplica tanto a progressão melódica quanto harmônica, como pode ser visto no exemplo seguinte.
Nessa redução para coro, as linhas do soprano e o contralto reiteram um motivo melódico florido de quatro tempos de semicolcheias na palavra "born". Mais sutis, embora presentes, estão as progressões harmônicas.
1. ↑  de Queiroz, José (8 de maio de 2020). Harmonia Tradicional. [S.l.]: Clube de Autores
2. ↑  Galeno, Juvenal (1868). Principios geraes de harmonia ao alcance de todos. [S.l.]: Imprensa nacional